# Héra Imre
Héra Imre (Budapest, 1986. szeptember 3. –) magyar sakkozó, nemzetközi nagymester.

## Pályafutása
Négyévesen ismerkedett meg a sakklépésekkel- 1994-ben, hatéves korában már az 1-4. helyen végzett az U10 korosztályos magyar bajnokságban, és a 6. helyet szerezte meg a Szegeden rendezett U10 korosztályos világbajnokságon. 1996-ban Menorcában 5. helyezést ért el a korosztályos ifjúsági világbajnokságon. 1998-ban villámsakkban megnyerte az U12 korosztályos magyar bajnokságot, majd ugyanebben az évben Párizsban villámsakk-világbajnok lett korosztályában. 1998-ban megnyert egy First Saturday IM (FS04 IM) versenyt Budapesten, és 2000-ben az U14 korosztályos magyar bajnokságot villámsakkban, valamint a rapidsakk Európa-bajnokságot Grazban. Ezután a középiskolai tanulmányaira koncentrált.
2005-ben kezdett el újra versenyezni, 2. helyezést ért el az FS10 GM versenyen, majd Harkányban első alkalommal teljesítette a nemzetközi nagymesteri normát. 2006-ban 2. helyezést ért el Oberwartban. A 2007-ben Drezdában rendezett Európa-bajnokságon elért eredményével kiharcolta a jogot, hogy részt vehessen a 2007-es világkupa küzdelemben, amely a világbajnokjelölti címért folyó versengés része volt. Itt azonban az első fordulóban vereséget szenvedett Szergej Rublevszkijtől. 2007-ben első helyezést ért el az Oberwart Open nagymesterversenyen. 2007-ben felvételt nyert Polgár Zsuzsa texasi sakkiskolájába.
2006-ban kapta meg a nemzetközi mesteri címet, és 2007-ben szerezte meg a nemzetközi nagymesteri fokozatot.
2016. júniusban az Élő-pontértéke 2619, amellyel a magyar ranglistán az aktív játékosok között a 6. helyen áll. Az eddigi legmagasabb pontértéke 2622 volt, amit 2016. áprilisban ért el.

## Kiemelkedő versenyeredményei
- 1. helyezés – U12 korosztályos magyar bajnokság (1998)
- 1. helyezés – U12 korosztályos ifjúsági világbajnok villámsakkban, Párizs (1998)
- 1 helyezés – First Saturday verseny (FS04 IM), Budapest (1998)
- 1. helyezés – U14 korosztályos villámsakk magyar bajnokság (2000)
- 1. helyezés – U14 korosztályos rapidsakk Európa-bajnokság, Graz (2000)
- 2. helyezés – FS10 GM, Budapest (2005)
- 2. helyezés – Open Oberwart (2007)[8]
- 1. helyezés – 32. Zurich Weihnachtsopen (2008)[9]
- 1. helyezés – Oberwart (2009)[10]
- 1. helyezés – Ivan Cvitanovic emlékverseny, Split (2010)[11]
- 2. helyezés – Magyar bajnokság (2011)[12]
- 1. helyezés – Oberwart (2011)[13]
- 3. helyezés (holtversenyben) - Zürich (2012)[14]
- 2. helyezés (holtversenyben) - Liechtenstein Open, Triesen (2012)[15]
- 1-2. helyezés - Eshborn (2012)[16]
- 2. helyezés (holtversenyben) - Bad Homburg (2012)[17]
- 3. helyezés (holtversenyben) - Braunau (2012)[18]
- 1-2. helyezés - Graz (2012)[19]
- 1-2. helyezés - Wolfsberg Open (2012)[20]
- 1-3. helyezés - Skót nemzetközi nyílt bajnokság, Helensburgh (2013)[21]
- 3. helyezés (holtversenyben) - Bergamo (2013)[22]
- 3. helyezés (holtversenyben) - Riga (2013)[23]
- 1. helyezés – IV. Sárkány-Aranytíz nemzetközi mesterverseny GM-kör, Budapest (2013)[24]

## Csapateredményei
2014-ben tagja volt a Mitropa Kupán 1. helyet szerzett magyar válogatottnak, ahol egyéni eredménye az 1. táblán is a legjobb volt a mezőnyben.
2010-től játszik a lengyel bajnokságban az UKS Rotmistrz Twoja Szkoła Grudziądz csapatban, ahol 2011-ben és 2014-ben is tábláján a mezőnyben a legjobb eredményt érte el.

## Könyvei
A Cutting-Edge Gambit Against the Queen's Indian New in Chess kiadó, 2014 ISBN 9789056914974